# Adrián José Hernández Acosta
Adrián José Hernández Acosta, noto con il soprannome di Pollo (Mogán, 2 maggio 1983), è un ex calciatore spagnolo, di ruolo centrocampista.

## Caratteristiche tecniche
È un interno di centrocampo.